# Вільмош Вільгейм
Вільмош Вільгейм (угор. Wilheim Vilmos) або Вільмош Вільгельм I. (угор. Wilhelm I. Vilmos), а також Гільєрмо Вільгейм (італ. Guglielmo Wilheim) (25 листопада 1895, Будапешт  — 1962) — угорський футболіст, що грав на позиції півзахисника. Після завершення кар'єри гравця — футбольний тренер.

## Клубна кар'єра
Більшу частину ігрової кар'єри провів у складі футбольного клубу «Ференцварош». П'ять разів ставав з командою срібним призером чемпіонату Угорщини. У 1922 році виграв кубок Угорщини. У фіналі «Ференцварош» переміг «Уйпешт» — 2:2 і 1:0 у переграванні.
Також виступав у складі італійських клубів «Віченца» і «Кремонезе».

## Кар'єра тренера
Більшу частину тренерської кар'єри провів у італійських клубах, що переважно виступали у нижчих дивізіонах чемпіонату. Працював у «Віченці» (двічі), «Спеції», «Фоджі» і «Падові» (двічі).
Також очолював югославський клуб «Славія» (Сараєво), з яким став бронзовим призером чемпіонату у сезоні 1939–1940.
Завдяки третьому місцю у чемпіонаті, «Славія» отримала можливість виступити у престижному центральноєвропейському Кубку Мітропи 1940, у якому того року брали участь лише клуби з Угорщини, Югославії і Румунії, через початок Другої світової війни. У чвертьфіналі «Славія» зустрічалась з сильним угорським «Ференцварошем». В домашньому матчі команда з Сараєво сенсаційно перемогла з рахунком 3:0, завдяки двом голам найбільш відомого нападника клубу Милана Райлича і голу Бранко Шаліпура. У матчі-відповіді «Ференцварош» переміг з рахунком 11:1 і вийшов у півфінал.